# Creu de terme de Tremp
La creu de terme de Tremp és una creu de terme situada a la plaça de la Creu del municipi de Tremp (Pallars Jussà).

## Història
Fou construïda el 1638 com agraïment del Bisbat d'Urgell al Consell de la Vila per haver portat l'aigua al convent de les Mares monges de l'Ensenyament, actual Col·legi M. Immaculada. S'ha ubicat a diversos llocs de la plaça, a la que dona nom, lloc concorregut per estar davant de l'Ajuntament i la basílica Mare de Deu de Valldeflors. El 1922 l'Ajuntament va eliminar la base esgraonada i la substituí per una font, coneguda pels trempolins com la Font del Croc perquè la gent es donava cops al colze quan hi anava a beure. El 2024 es va reforçar l'estructura de la creu i el seu peu.

## Descripció
És una creu de pedra, d'estil gòtic. Presenta a l'anvers la imatge de Crist i al revers la Mare de Deu amb el Nen. El capitell, sobre una columna hexagonal, està decorat amb temes de la crucifixió i motius nobiliaris i heràldics, 4 cares corresponen a persones i 2 a escuts, entre els què es pot veure la flor de lis. Té un braç trencat, però no se sap del cert quan es va produir, les fonts documentals gràfiques del 1925 mostren com el braç ja havia desaparegut.